# Utagawa Kunisada II
Pour les articles homonymes, voir Utagawa.
Utagawa Kunisada II (歌川国貞) (1823 – 1880) est des trois peintres japonais du style ukiyo-e à porter le nom « Utagawa Kunisada ».
Élève de Utagawa Kunisada I, il signe presque toutes ses premières créations « Baidō Kunimasa III ». Il prend le nom « Kunisada » quand il épouse la fille ainée de son maître en 1846, puis change encore de nom à la mort de son beau-père pour prendre celui de « Toyokuni III ». Mais comme trois artistes portent le nom « Toyokuni » avant lui, Kunisada II est à présent souvent appelé Toyokuni IV.
Kunisada II est renommé pour ses estampes dont les thèmes favoris sont les maisons de plaisir et les cérémonies de thé. Ces sujets se retrouvent parfois traités ensemble sur quelques-unes de ces estampes car les geishas servent d’ordinaire de chaperons dans la maison de thé.

## Signatures

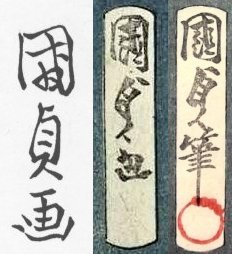
Signatures de Kunisada I (à gauche) et Utagawa Kunisada II (au centre et à droite)

Kunisada II signe habituellement ses impressions soit 国貞画 (Kunisada ga, dessiné par Kunisada) ou 国貞筆 (Kunisada hitsu, du pinceau de Kunisada) mais ne signe pas « Kunisada II ». Sa signature se distingue de celle de Kunisada I en ce que le kanji sada est droit sur la signature Kunisada I mais oblique sur celle de Kunisada II.